# Perșotravneve, Berîslav
Perșotravneve (în ucraineană Першотравневе) este un sat în comuna Rakivka din raionul Berîslav, regiunea Herson, Ucraina.

## Demografie
Componența lingvistică a localității Perșotravneve
     Ucraineană (91,98%)
     Română (4,94%)
     Rusă (3,09%)
Conform recensământului din 2001, majoritatea populației localității Perșotravneve era vorbitoare de ucraineană (91,98%), existând în minoritate și vorbitori de română (4,94%) și rusă (3,09%).